# Кішево
Кішево (пол. Kiszewo, нім. Kirschbuden) — село в Польщі, у гміні Оборники Оборницького повіту Великопольського воєводства.
Населення — 359 осіб (2011).
У 1975-1998 роках село належало до Познанського воєводства.

## Демографія
Демографічна структура станом на 31 березня 2011 року:
|          | Загалом | Допрацездатний вік | Працездатний вік | Постпрацездатний вік |
| -------- | ------- | ------------------ | ---------------- | -------------------- |
| Чоловіки | 189     | 33                 | 145              | 11                   |
| Жінки    | 170     | 30                 | 107              | 33                   |
| Разом    | 359     | 63                 | 252              | 44                   |